# 塔尔西斯山群
塔尔西斯山群 （Tharsis Montes） 是火星塔尔西斯区的三座大型盾状火山，从北往南分别为艾斯克雷尔斯山、帕弗尼斯山和阿尔西亚山。拉丁术语山（Mons，复数；montes） 是行星地质学中用于描述太阳系中山地特征的描述词。
三座塔尔西斯火山群用地球标准来说是巨大的，其直径范围从375公里（233英里）（帕弗尼斯山）到475公里（295英里）（阿尔西亚山），而艾斯克雷尔斯山海拨最高，它的峰顶高度超过18公里（59000英尺）或15公里（49000英里）从山脚到山峰。相较地球上最大的火山-夏威夷茂纳凯亚火山，直径仅120公里（75英里），从海底到山顶高度9公里（30000英尺）。
塔尔西斯火山位于赤道附近，坐落在一座辽阔的被称为“塔尔西斯区”或“塔尔西斯隆起”的火山高原顶部。塔尔西斯区纵横约数千公里，高出火星平均海拔高度近10公里（33000英尺）。太阳系中已知最高的山就坐落在塔尔西斯山群西北约1200公里（750英里）处，位于塔尔西斯区边缘。 
塔尔西斯山群于1971年被水手9号发现，它们是火星全球沙尘暴期间，探测器从轨道上所能看到的为数不多的表面特征之一，在尘土飞扬的雾霭中呈现出的微弱斑点，并被非正式地命名为北斑、中斑和南斑。也看到了与反照率特征“奥林匹克雪原”（Nix Olympica）相对应的第四个斑点，后来命名为奥林帕斯山。随着尘埃散去，很明显这些斑点是巨大的盾状火山顶部，中部带有复杂的火山口（塌陷坑）。
三座塔尔西斯火山等距分布在一条西南-东北的直线上，山峰之间的间隔大约为700公里（430英里）。这种对齐的分布不太可能是巧合，塔尔西斯山群东北几座较小火山的中心也位于这条延长线上。三座火山中，最醒目的是阿尔西亚山，它们也都有崩塌特征和裂缝，这是由山体侧坡产生的喷发所导致的，这些裂缝沿着相同的东北-西南走向横切火山。这条线清楚地体现了这颗行星的一个主要结构特征，但它的起源尚不确定。

## 图集

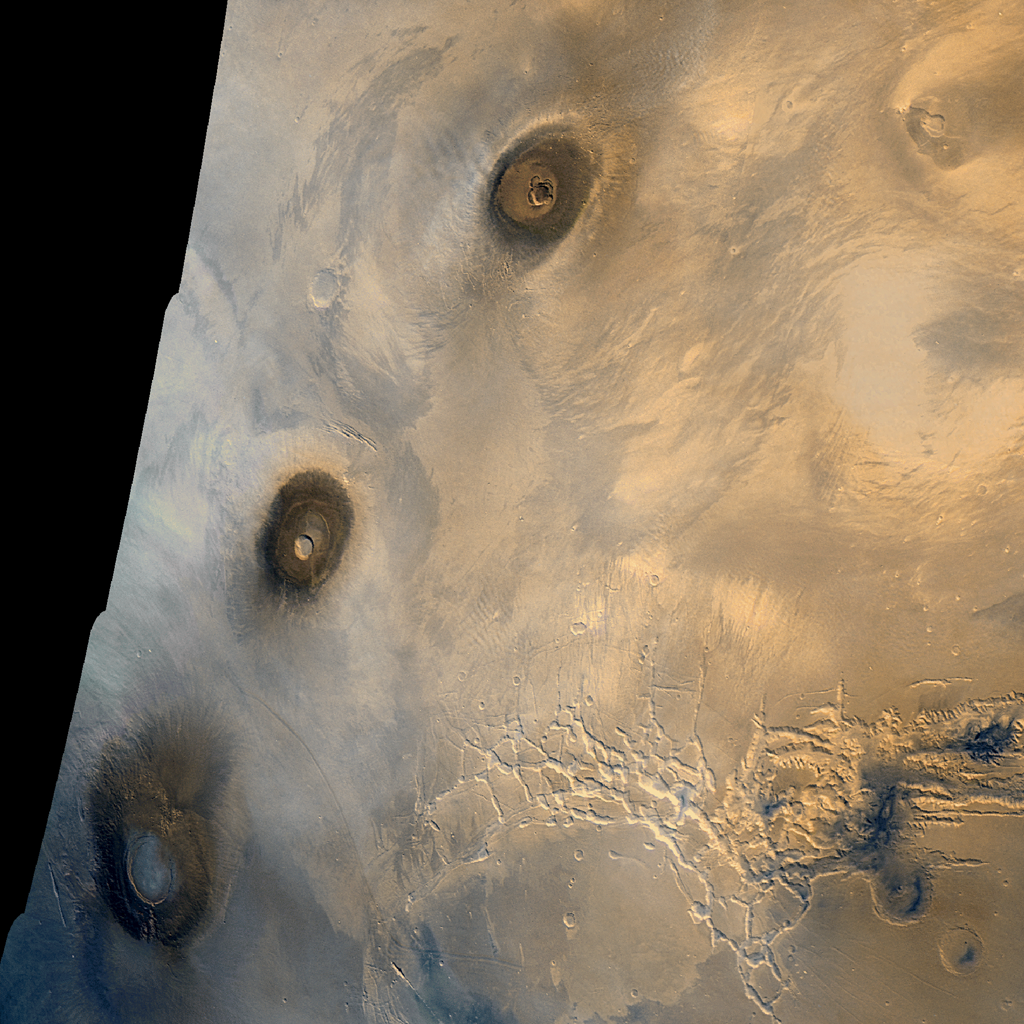
组成塔尔西斯火山群的三座火山：阿尔西亚山（南）、帕弗尼斯山（中）和艾斯克雷尔斯山（北）。1980年海盗1号轨道器拍摄的拼接图
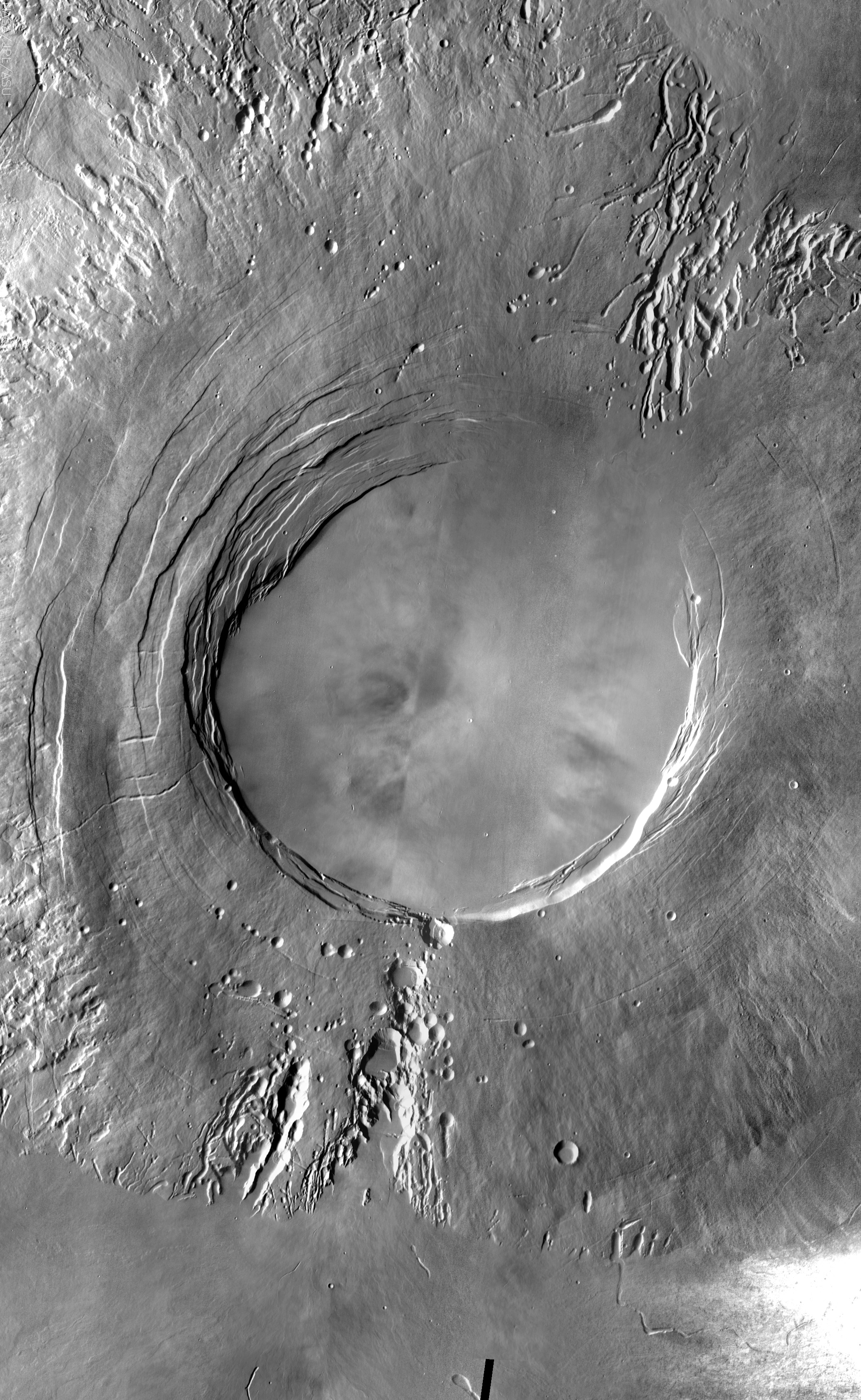
阿尔西亚山，塔尔西斯山群的最南峰
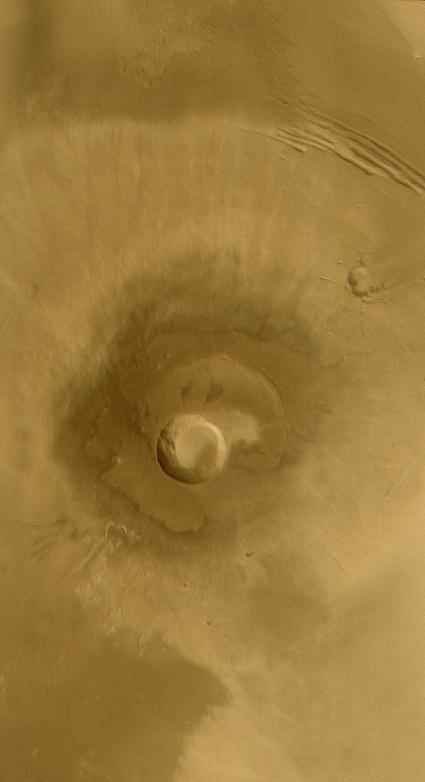
帕弗尼斯山，塔尔西斯山群的中央峰
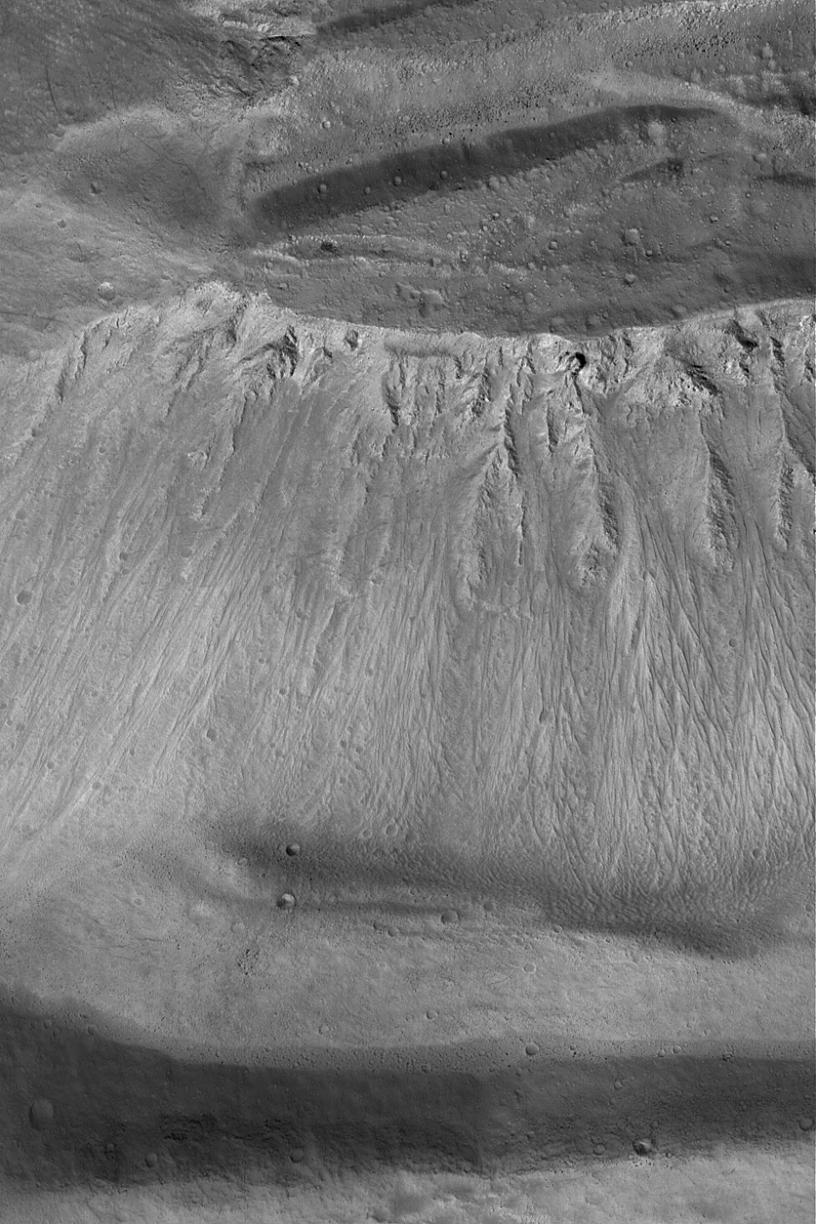
艾斯克雷尔斯山的破火山口中，塔尔西斯山群的最北峰

## 另请参阅
- 火星地理
- 火星山脉高度列表
- 太阳系最高山峰列表
- 塔尔西斯高原
- 火星真极漂移
- 火星的火山活动